# Ophelia pseudochinensis
Ophelia pseudochinensis là một loài thực vật có hoa trong họ Long đởm. Loài này được (H. Hara) Czerep. mô tả khoa học đầu tiên năm 1995.